# Bordfodbold
Bordfodbold er et spil, der spilles på særligt et bordfodboldbord. En kamp spilles mellem to hold bestående af 1-2 spillere. Bordfodboldbordet består af en minifodboldbane med 2 mål, 2 × 4 stænger med spiller, bestående af 1 målmand, 2 forsvarere, 5 midtbanespillere og 3 angribere.

## Regler
Reglerne i bordfodbold minder om almindelig fodbold: Det gælder om, at få bolden ind i modstanderens mål. Et mål tæller også, hvis det rammer bagvæggen i målet og derefter ryger ud på spillepladen igen. I konkurrencebordfodbold spilles oftest først til 5 mål, bedst af 5 sæt.
Når der er scoret mod et hold eller en spiller giver denne/disse bolden op under kontrol af deres egen midtbane, som almindelig fodbold. Hvis bolden ligger stille uden for nogen af spillernes rækkevidde vil den, såfremt den ikke ligger imellem de to midtbanestænger, blive givet til forsvarsspilleren, der dækker det mål, som bolden ligger tættest på. Ligger bolden stille uden for begge spilleres rækkevidde mellem de to midtbanestænger, må den spiller der sidst gav bolden op på midtbanen tage den under kontrol med dennes midtbane.
Det er desuden tilladt at score med alle spillere på banen.

## Havelåge
En såkaldt havelåge opstår når en målmand eller en forsvarsspiller forsøger at sende bolden op af banen, men bliver ramt af en angriber, hvorefter bolden ryger tilbage i eget mål.
Der findes to slags havelåger:
- Den passive havelåge: Angriberen blokerer skuddet hvorefter bolden ryger i mål.
- Den aktive havelåge: Angriberen formår at angribe bolden fra forsvareren med en sparkebevægelse, der rammer, og bolden ryger i mål.

## Opstilling
Et bordfodboldbords opstilling af mænd ser som standard sådan ud (fra venstre til højre ):
| Row 1 | Din målmand            | 1 mand |
| Row 2 | Dit forsvar            | 2 mænd |
| Row 3 | Modstanderesn angreb   | 3 mænd |
| Row 4 | Din midtbane           | 5 mænd |
| Row 5 | Modstanderens midtbane | 5 mænd |
| Row 6 | Dit angreb             | 3 mænd |
| Row 7 | Modstanderens forsvar  | 2 mænd |
| Row 8 | Modstanderens målmand  | 1 mand |

## Borde
Der findes en lang række forskellige borde at vælge i mellem. De typer borde der benyttes til de officielle ITSF turneringer er "French-style" Bonzini, "American-style" Tornado, "Italian-style" Roberto Sport, "Austrian-style" Garlando og "German-style" Leonhard. Andre anerkendte bordtyper omfatter Kicker, Rosengart, Jupiter Goldstar, Eurosoccer, Löwen-Soccer, Warrior, Lehmacher, Tecball, og Smoby. Et 7 meter langt bord blev bygget af kunstneren Maurizio Cattelan. Bordet blev døbt Stadium og spilles med 11 spillere på hvert hold, som i virkelighedens fodbold.

## Ekstern henvisning
- www.bordfodbold.dk - officiel website for Dansk Bordfodbold Forbund (pt. ikke aktiv pr 2.dec.2014)
- www.hbfbordfodbold.dk - officiel website for Hovedstadens Bordfodbold Forening
- www.table-soccer.org/ - officiel website for International Table Soccer Federation (ITSF)